# 9850 Ralphcopeland
9850 Ralphcopeland este o planetă minoră (asteroid) din centura de asteroizi. A fost descoperită pe 9 octombrie 1990 la Observatorul Siding Spring de Robert H. McNaught și a fost numită după Ralph Copeland⁠(d). 
Obiectul prezintă o orbită caracterizată de o semiaxă mare de 2,3690303 UAi, o excentricitate de 0,13, o înclinație de 6,12536 ° în raport cu ecliptica.